# أغنيت فريس
أغنيت فريس هي كاتِبة دنماركية، ولدت في 1974.